# サバントゥイ
サバントゥイは、ロシアのヴォルガ川中流域の諸民族（タタール人、バシキール人、チュヴァシ人）の間で行われる夏の祭である。その起源は、ヴォルガ・ブルガール時代にまでさかのぼるとされる。初期のサバントゥイは、農民の祭であったが、後に民族の祭となり、現在では、都市部でも広く祝われている。

## 名称
サバントゥイは、タタール語でSabantuy / Сабантуй（IPA：[sʌbɑn`tuɪ]）または、Saban tuyı / Сабан туе（IPA：[sʌb`ɑn tu`jɯ]）、バシキール語でҺабантуй（IPA：[hʌbɑn`tuɪ]）、チュヴァシ語でАкатуй（IPA：[ɑkɑ`tuɪ]）であり、テュルク系諸語の「犂の祭」に由来する。
タタール語では、同じ意味の「サバン・バイラム」（Saban bäyräme / Сабан бәйрәме、IPA：[sʌb`ɑn bæɪræ`me]）とも呼ぶ。

## 歴史
サバントゥイの起源は、ヴォルガ川中流域がイスラーム化する以前までさかのぼる。サバントゥイで行われる伝統的な歌や行事は、イスラーム化以前の宗教において、何らかの意味をもっていたと考えられている。タタール人、バシキール人の間にイスラームが普及し、チュヴァシ人の間に正教が普及した後、サバントゥイは世俗的な祭日となった。20世紀のはじめ、サバントゥイはタタール人の民族的な祭典としてソビエト政権にも認められた。かつてのサバントゥイは蒔種前に祝われていたが、現在ではサバントゥイの開催は蒔種後の季節に移動し、古来の夏の祭日ジュユン（タタール語：Cíın / Җыен、IPA：[ʓɯɪ`ɯn]）と習合している。

## 行事
サバントゥイの重要な要素は、祭の会場の端に置かれた広場 （タタール語：Mäydan / Мәйдан、IPA：[mæɪ`dɑn]）にて行われる様々な伝統的スポーツ競技である。中でも、タタールのレスリングであるキョレシ（タタール語：Köräş / Көрәш、IPA：[kɶ`ræʃ]）は、サバントゥイの最も重要な行事である。レスリングの勝敗は、タオルを使って、相手をノックダウンすることで決まる。通常は、若い少年から競技を始め、サバントゥイの終わりごろに、メインイベントとしてキョレシの決勝が行われる。勝者は、勇者（タタール語：batır / батыр、IPA：[bʌ`tɯr]）と呼ばれる。優勝賞品は郡部ではラム肉であったり、都市部では車であったりと様々である。

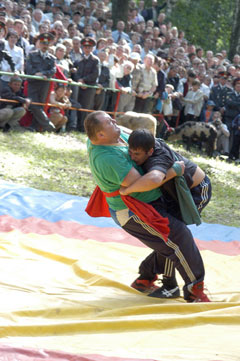
キョレシ

この他、競馬、柱登り、袋を使った障害物競走、卵を使ったスプーンレース、棒上での袋格闘技、ポット割り、サワーミルクの中からのコイン探しなどの競技が行われる。
近年では、サバントゥイは、民謡やポップ・ミュージック、アコーディオン音楽のコンサートと同時に開催されることもある。

## 開催日程と場所
サバントゥイの開催日は不定であり、毎年6月15日から7月1日までの間での日曜日に行われる。最初は、郡部のサバントゥイが開かれ、続いて主要都市でのサバントゥイが行われる。タタールスタン共和国の場合、最後に開かれるのは首都カザン市のサバントゥイであり、チュヴァシ共和国や、バシコルトスタン共和国でも同様の開催順序が適用されている（2006年のカザンのサバントゥイは、6月24日に催された）。
近年では、モスクワでも連邦政府主催の「連邦サバントゥイ」が開催されている。モスクワや、サンクトペテルブルク、タリン、プラハ、イスタンブール、キエフ、タシケントなどの、タタール人が多く住むヨーロッパやアジアの多くの都市でもサバントゥイが開かれる。今日では、サバントゥイは、タタールスタンおよび世界各国の様々なエスニシティの人々に祝われる国際的な祭典となっている。

## ロシア政治におけるサバントゥイ
タタールスタンのシンボルでもあるサバントゥイは、ロシア大統領がタタールスタンを訪問する際に必ず参加する行事の1つとなっている。1990年代半ばには、大統領のボリス・エリツィンが、目隠しポット割りに挑戦し、現大統領のヴラディーミル・プーチンはサワーミルクからのコイン探しに挑戦した。
こうしたパフォーマンスは、マスメディア等では、しばしば一種の政治的象徴行為として解釈され、エリツィンはタタールスタンの複雑な政治問題を、確信もなく一割で解決し、プーチンは、連邦政府の予算に入ったことのなかったタタールスタンの財源を、サワーミルクの中から見つけ出してしまった、として扱われた。